# Manuela Kormann
Manuela Netzer-Kormann (* 7. Dezember 1976 in Bern) ist eine Schweizer Curlerin.
Ihr grösster Erfolg war der Gewinn der Silbermedaille bei den Olympischen Winterspielen 2006 in Turin im Team von Skip Mirjam Ott. 2011 gewann sie bei den Curling-Mixed-Europameisterschaften in Kopenhagen (Skip Thomas Lips) die Goldmedaille. Netzer-Kormann ist verheiratet und lebt in der Gemeinde Kaiseraugst im Kanton Aargau.